# بوروویانه (استان سیلسیان)
بوروویانه (به لهستانی:  Borowiany) یک روستا در لهستان است که در گمینا ویلوویش واقع شده‌است. بوروویانه ۱۳۹ نفر جمعیت دارد.